# わが赴くは蒼き大地
『わが赴くは蒼き大地』（わがおもむくはあおきだいち）は、田中光二によるSF海洋冒険小説。『S-Fマガジン』（早川書房）1974年2月号と同年3月号に前後編で掲載された。
1979年に放映された日本のテレビアニメ番組『宇宙空母ブルーノア』は本作が企画の出発点になっていると番組のSF設定を担当した金子隆一はインタビューで明かしている。

## あらすじ
2205年、「E・M」と呼んだ敵の地球来襲によって、人類は壊滅し、4つの海中都市、「パシフィック・シティ」、「グレートバリアリーフ・シティ」、「アトランティック・シティ」、「バハマ・シティ」に合わせて5万人が残存するばかりになった。地上を占拠したE・Mは突然変異を誘発する物質を海中に投入したため、海中には異形の怪物が徘徊するようになり、海中都市間の交流、交信も途絶えた。
およそ100年が経った。
偶然から、パシフィック・シティはE・Mの円盤を拿捕し、円盤に乗っていたE・Mが突然変異したインフルエンザウイルスのために死亡したことが判明する。パシフィック・シティではこのウイルスを培養しようとするが、培養にはカリブ海のサンゴ礁海域にのみ生息するある種の海藻から抽出される特殊なヨードが必要だと判る。ヨードを手に入れるか、バハマ・シティに人類が生存していれば、そこでウィルスの培養をすべく、えら呼吸が行える水中歩兵部隊員のチヒロと精神感応術者の少女ジャンは、ウイルスのサンプルを持って巡洋潜水艇「ノーチラス十世」でパシフィック・シティを旅立つ。パシフィック・シティからバハマ・シティまでおよそ海路で1万7000キロメートル。しかもサンプルのウイルスは2週間しか生存できないのであった。
護衛役の巨大シャチタイタンを伴って、ノーチラス十世は太平洋を南下する。途中、巨大化したクラゲ、未知の海棲生物といった脅威を切り抜け、ホーン岬を回り、大西洋とへ入る。サルガッソー海でノーチラス十世は立ち往生するが、核爆弾を使って脱出に成功するも、E・Mに捕らえられそうになり、ジャンが命を捨てて、チヒロを逃す。
ついに、チヒロはバハマ・シティへと到着。バハマ・シティの生活様式はパシフィック・シティとはまったく異なる変化を遂げており、生き残っていたバハマ・シティの人類は地上を取り戻すことを諦め、海と同化して暮らそうとしていた。チヒロはそんなバハマ・シティの人々に反発を覚えるものの、少女ゾエアと行動を共にすることで、次第に慣れていった。
放射能被爆のため、自分の命が長くないことを知ったチヒロは、ゾエアとともに旅立つ決心をする。

## 主な登場人物
チヒロ
外科手術と遺伝子改変によって肉体を改造し、えら呼吸が行える。
ジャン
海洋生物とテレパシーで交流できる能力を持つ。
ラルフ
ノーチラス十世に搭載されている人工知能。
タイタン
巨大なシャチ。ノーチラス十世の護衛役として同行する。
ゾエア
バハマ・シティの少女。

## 書誌情報
わが赴くは蒼き大地
- 日本SFノヴェルズ（早川書房）、1974年
- ハヤカワ文庫JA、1975年、ISBN 978-4-15-030070-8
- 角川文庫、1976年、
- ハルキ文庫、1999年、ISBN 4894565803